# 卢克·法利
卢克·法利（英語：Luke Farley，1985年—）是美国共和党籍政治人物和律师，自2025年起担任第十九任即现任北卡罗来纳州劳工专员。

## 早年生活和职业生涯
法利于1986年出生于北卡罗来纳州杰克逊维尔，在昂斯洛县长大。他先后获得北卡罗来纳大学教堂山分校学士学位和威克森林大学法学院法学博士学位。在参选之前，法利在私人执业领域担任职业安全健康事务律师超过14年。

## 北卡罗来纳州劳工专员
2023年10月，在时任劳工专员乔希·多布森宣布不寻求连任后，法利宣布参选北卡罗来纳州劳工专员。2024年3月，他在共和党初选中击败包括州众议员乔恩·哈迪斯特在内的多位候选人。初选期间，前劳工专员谢丽·贝里为法利背书，而哈迪斯特则获得多布森的支持。
随后，法利在2024年北卡罗来纳州劳工专员选举中对阵前夏洛特市议员布拉克斯顿·温斯顿。温斯顿主打进步议题，主张提高最低工资，而法利则聚焦提升职业安全与健康，并提出“让电梯再次伟大”计划。竞选期间，法利获得北卡罗来纳州商会背书，并在大选中以超过30万张选票的优势击败温斯顿。
2025年1月1日，法利宣誓就任北卡罗来纳州第十九任劳工专员。

## 个人生活
法利是一名虔诚的基督徒，已婚并育有三子，现居北卡罗来纳州罗利市。